# 歐氏獸
歐氏獸（學名Euowenia）是雙門齒科下一屬已滅絕的有袋類。